# Formato aperto
Un formato aperto, in informatica, indica una specifica tecnica di pubblico dominio, utilizzata per la descrizione e l'archiviazione di dati digitali libera da restrizioni legali per il suo utilizzo.

## Descrizione
Generalmente la specifica è gestita da un ente di standardizzazione che opera in ottica non proprietaria. Un formato aperto potrebbe essere implementato da un software proprietario, open source o da software libero, ciascuno con le proprie modalità di licenza.
L'obiettivo principale dei formati aperti è garantire l'accesso ai dati nel lungo periodo senza incertezza presente e futura riguardo ai diritti legali o le specifiche tecniche (interoperabilità). Un secondo obiettivo comune dei formati aperti è di incoraggiare la concorrenza invece di consentire a un solo produttore di mantenere il controllo su di un formato proprietario per inibire l'uso di prodotti concorrenti.

### Rapporto coi formati proprietari
La relazione tra i formati aperti e il software libero è spesso fonte di malintesi. Molte applicazioni di software proprietario fanno largo uso di formati aperti ed il software libero può a volte usare formati proprietari.
A differenza dei formati aperti, i formati proprietari sono controllati e definiti da interessi privati (ed hanno, in genere, misure di restrizione o vincoli nell'utilizzo). I formati aperti sono un sottoinsieme degli standard aperti.
Ad esempio l'HTML, il noto linguaggio di markup per il World Wide Web, è alla base sia di browser proprietari come Internet Explorer di Microsoft sia di browser liberi come Mozilla Firefox. Viceversa Apache OpenOffice e LibreOffice, due suite di programmi per l'automazione di ufficio possono manipolare il formato proprietario .doc di Microsoft Word così come formati aperti come OpenDocument (standard UNI CEI ISO/IEC 26300).
Alcune aziende hanno inoltre pubblicato le specifiche dei loro formati rendendo possibile l'implementazione di lettori o scrittori per differenti piattaforme da parte di diversi fornitori: un esempio è il formato PDF di Adobe, l'RTF di Microsoft, il DXF di Autodesk o ShockWave Flash di Macromedia.
Alcuni formati proprietari sono tuttavia vincolati da specifiche restrizioni che possono proibirne l'implementazione in forma libera o open source (almeno per ciò che riguarda alcune forme di licenza comuni in questo ambito, come la GNU General Public License). 
Secondo le critiche dei fautori dei sistemi proprietari questi formati costituiscono un deterrente alla concorrenza.

## Esempi di formati aperti

### Documenti e presentazioni
- TXT (testo semplice)
- ODT (documenti office per testo)
- ODP (documenti office per presentazioni)
- TeX o LaTeX (un linguaggio di impaginazione molto usato in campo scientifico/matematico)
- DVI (formato di descrizione testo usato in molti sistemi unix-like)
- PS o PDF (descrizione di documenti, standard ISO 32000)

### Formati/linguaggi liberi per il web
- XML (un linguaggio di markup)
- HTML e XHTML (linguaggio di markup, gestito dalla W3C)

### Formati liberi per le immagini
- JPEG (immagini)
- PNG (immagini)
- SVG (immagini vettoriali, gestito dalla W3C)
- OpenEXR (immagini)
- WebP (immagini)

### Formati liberi per audio/video
- Ogg, contenitore audio/video utilizzante: FLAC, Vorbis, Speex, Opus (audio); Theora, Dirac (video)
- WebM, contenitore audio/video: Vorbis, Opus (audio); VP8, VP9 (video);
- Mp3, (audio) dal 2017 i brevetti sono scaduti.

### Formati liberi dati strutturati/tabellari
- ODS (documenti office per fogli di calcolo)
- CSV
- XML (linguaggio di markup)
- JSON (formato scambio dati)

### Formati liberi dati geografici

#### Vettoriali
- ESRI Shapefile comprensivo di file .shp .dbf .prj .shx
- CSV
- GeoJSON
- GML
- GRASS GIS
- KML
- PostGIS
- SpatiaLite

#### Raster
- ASCII Grid
- GeoTIFF
- GRASS GIS
- PNG
- RasterLite

### Altri formati liberi
- ZIP, Bzip2 e 7Z (algoritmi di compressione dati)
- VRML/X3D (dati 3D in tempo reale)